# 卡巴河
8°54′00″N 13°11′00″W / 8.90000°N 13.18333°W
卡巴河（法語：Kaba）是非洲的河流，流經幾內亞和塞拉利昂，河道全長280公里，流域面積12,900平方公里，發源自富塔賈隆南隅，下游流經沼澤和紅樹林地區，最終在塞拉利昂西北部注入大西洋:7。